# 小野隆祥
小野 隆祥（おの りゅうしょう、1910年〈明治43年〉 - 1986年〈昭和61年〉）は、日本近代文学研究者。太宰治研究家の小野正文の兄。
青森県下北半島生まれ。旧制青森中学校（現：青森県立青森高等学校）、旧制弘前高等学校を経て、1932年京都帝国大学文学部哲学科を卒業。
1953年、労働者農民党より第26回衆議院議員総選挙に岩手1区から出馬するが、候補者中最下位得票で落選。その後修紅短期大学教授を務めた。

## 著書
- 『塵埃と沙漠 生の瑣末的表現と季節的形成』黎明書房〈不死鳥文庫〉、1948年
- 『日本人の起原と沖縄』三一書房、1972年
- 『宮沢賢治の思索と信仰』泰流社、1979年
- 『宮沢賢治冬の青春 歌稿と「冬のスケッチ」探究』洋々社、1982年
- 『太宰治青春賦』キリン書房、1987年

## 参考
- 『宮沢賢治冬の青春』著者紹介